# Abraxas punctisignaria
Abraxas punctisignaria là một loài bướm đêm trong họ Geometridae.